# INF-Vertrag

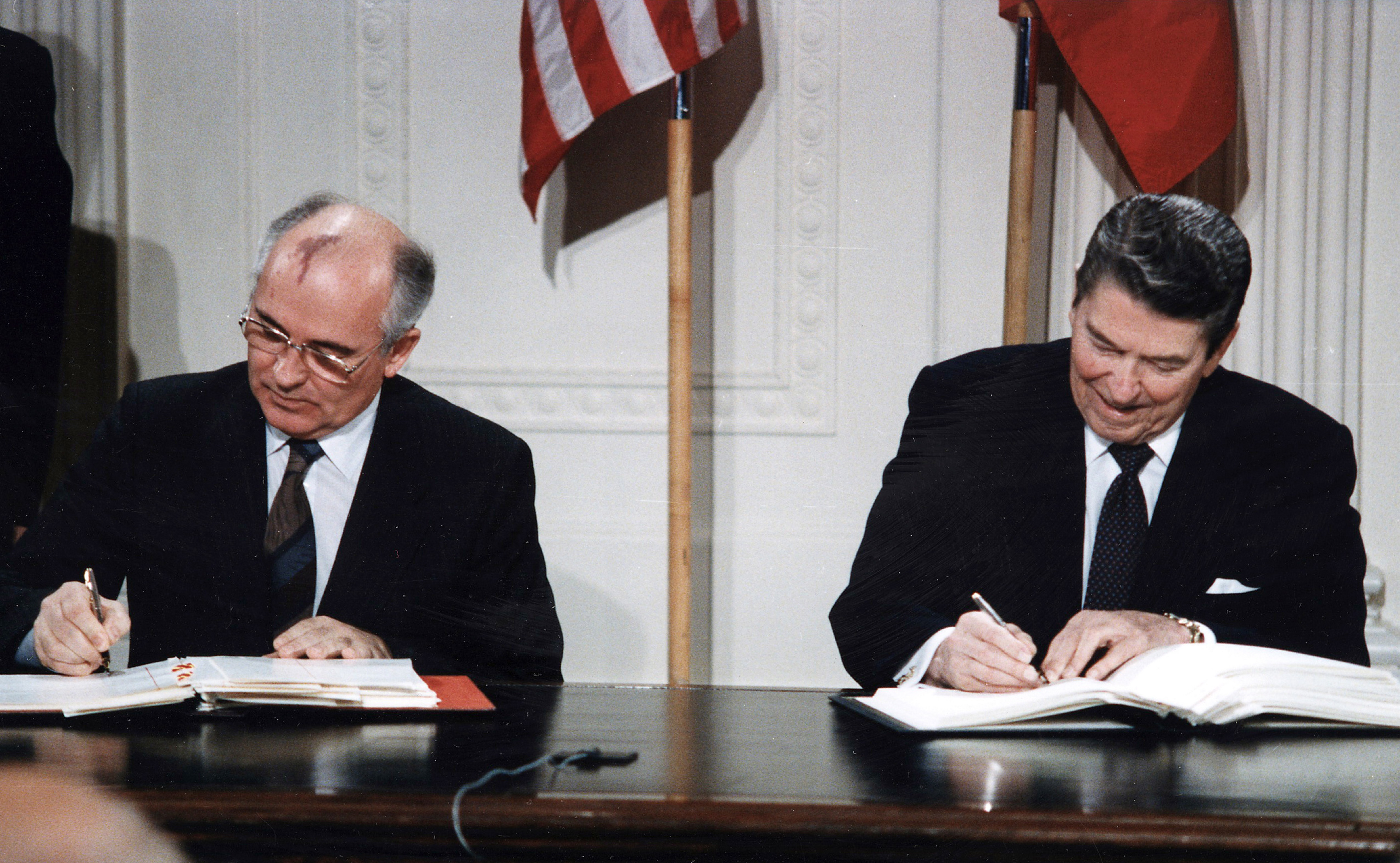
US-Präsident Reagan (rechts) und der sowjetische Generalsekretär Gorbatschow (links) unterzeichnen den INF-Vertrag im Weißen Haus, 8. Dezember 1987.

Am 1. Juni 1988 erfolgte die Unterzeichnung der Ratifizierungsurkunden anlässlich des Gipfeltreffens in Moskau im Kreml.

Der INF-Vertrag (englisch Intermediate Range Nuclear Forces Treaty; russisch Договор о ликвидации ракет средней и меньшей дальности (РСМД)), auch Mittelstrecken-Nuklearstreitkräfte-Vertrag oder Washingtoner Vertrag über nukleare Mittelstreckensysteme, bezeichnet ein Bündel bilateraler Verträge und Vereinbarungen zwischen den USA und der UdSSR bzw. später Russland über die Vernichtung aller boden- resp. landgestützten Nuklearraketen mit mittlerer und kürzerer Reichweite (zwischen 500 und 5500 Kilometer).
Der Vertrag wurde am 8. Dezember 1987 anlässlich des Gipfeltreffens von Washington unterzeichnet und nach Ratifikation am 1. Juni 1988 während des Gipfeltreffens in Moskau in Kraft gesetzt.
Er wurde auf unbeschränkte Dauer geschlossen, ist jedoch seit dem 2. August 2019 von beiden Parteien aufgekündigt.

## Vertragsgegenstand

### Vertragsinhalt
Im INF-Vertrag wurde festgelegt, dass beide Seiten weltweit sowohl ihre boden-/landgestützten Nuklearraketen mit kürzerer (500–1000 km) und mittlerer Reichweite (1000–5500 km) als auch deren Abschussvorrichtungen und Infrastruktur innerhalb von 3 Jahren vernichten und keine neuen herstellen. Weil die Abrüstung von Raketen zweier Reichweitenbereiche vereinbart wurde, wird auch von einer „doppelten Nulllösung“ gesprochen. Der INF-Vertrag bezog sich ausschließlich auf landgestützte Raketen mit Reichweiten zwischen 500 und 5.500 km; Kurzstreckenraketen mit Reichweiten unter 500 km fielen nicht unter die Vertragsbestimmungen. Auch see- und luftgestützte Raketen und Marschflugkörper wurden vom Vertrag nicht erfasst. Anders als die Trägersysteme und Abschussvorrichtungen fielen die Nuklearsprengköpfe als solche nicht unter das Abkommen.
Der Vertrag beinhaltete auch das Recht, die Einrichtungen des anderen Landes zu überprüfen. Die Vertragspartner vereinbarten für zehn weitere Jahre nach Beseitigung der Flugkörper eine ständige Kontrolle in je einer Produktionsstätte in den USA und Russland. Außerdem wurde eine feste Zahl von Verdachtskontrollen festgelegt. Zum Vertrag gehörte auch ein Memorandum of Understanding on Data, ein Protokoll über die Inspektionen und eines über die Zerstörung der Waffen.
Der Kern des Vertrages war zwar zeitlich unbegrenzt, allerdings hatten beide Seiten das Recht, sich vom Vertrag zurückzuziehen.
1988 wurde der Vertrag noch durch einige Dokumente ergänzt.
Der Vertrag wird als Durchbruch bei den Bemühungen um eine Abrüstung gesehen, da es sich um einen wirklichen Verzicht auf eine ganze Familie von Waffen handelte, erstmals verbunden mit wirksamen Kontrollverfahren, und nicht nur Obergrenzen festgelegt wurden.

### Umsetzung der Vereinbarungen

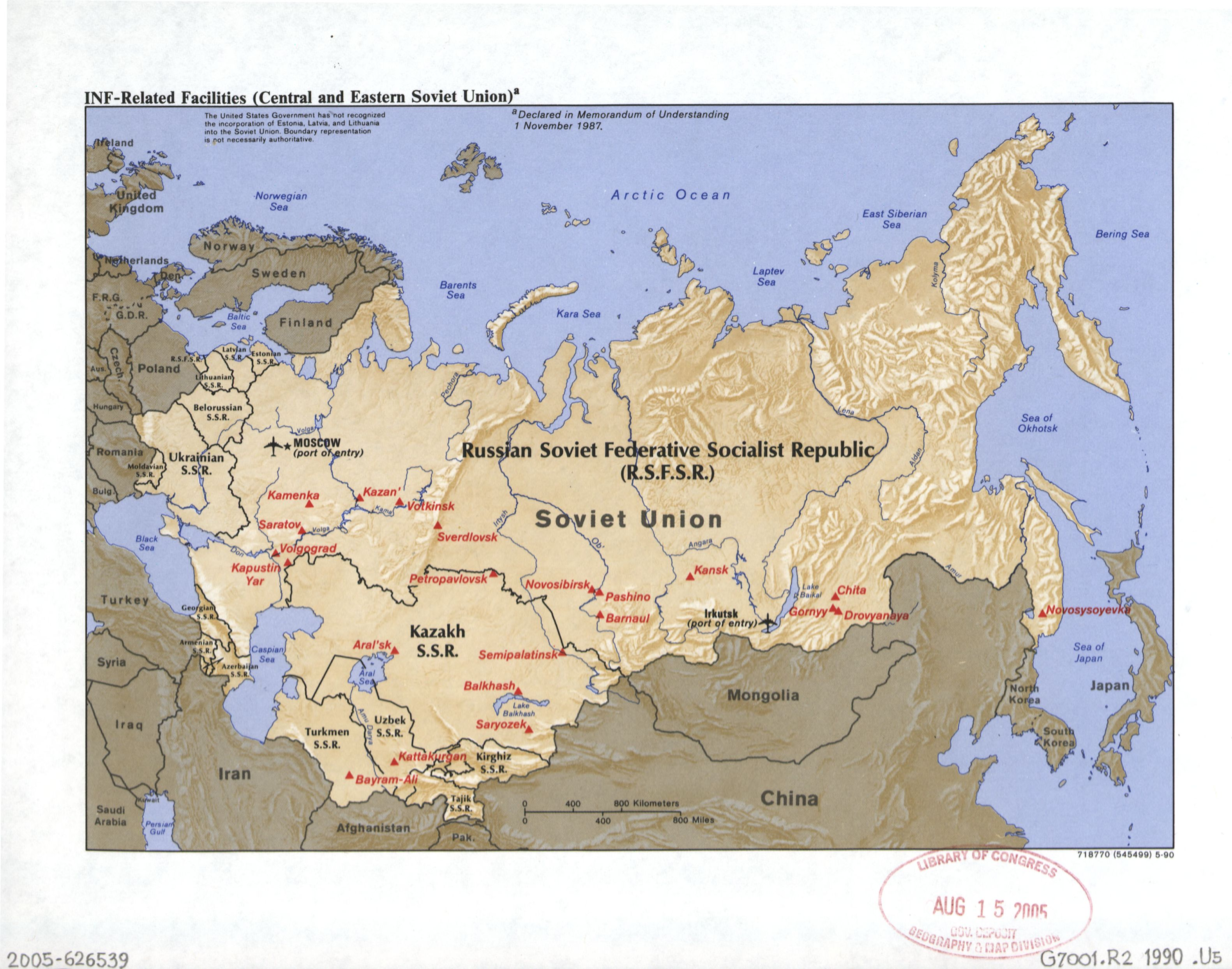
INF-Inspektionsorte in der östlichen und zentralen Sowjetunion 1990

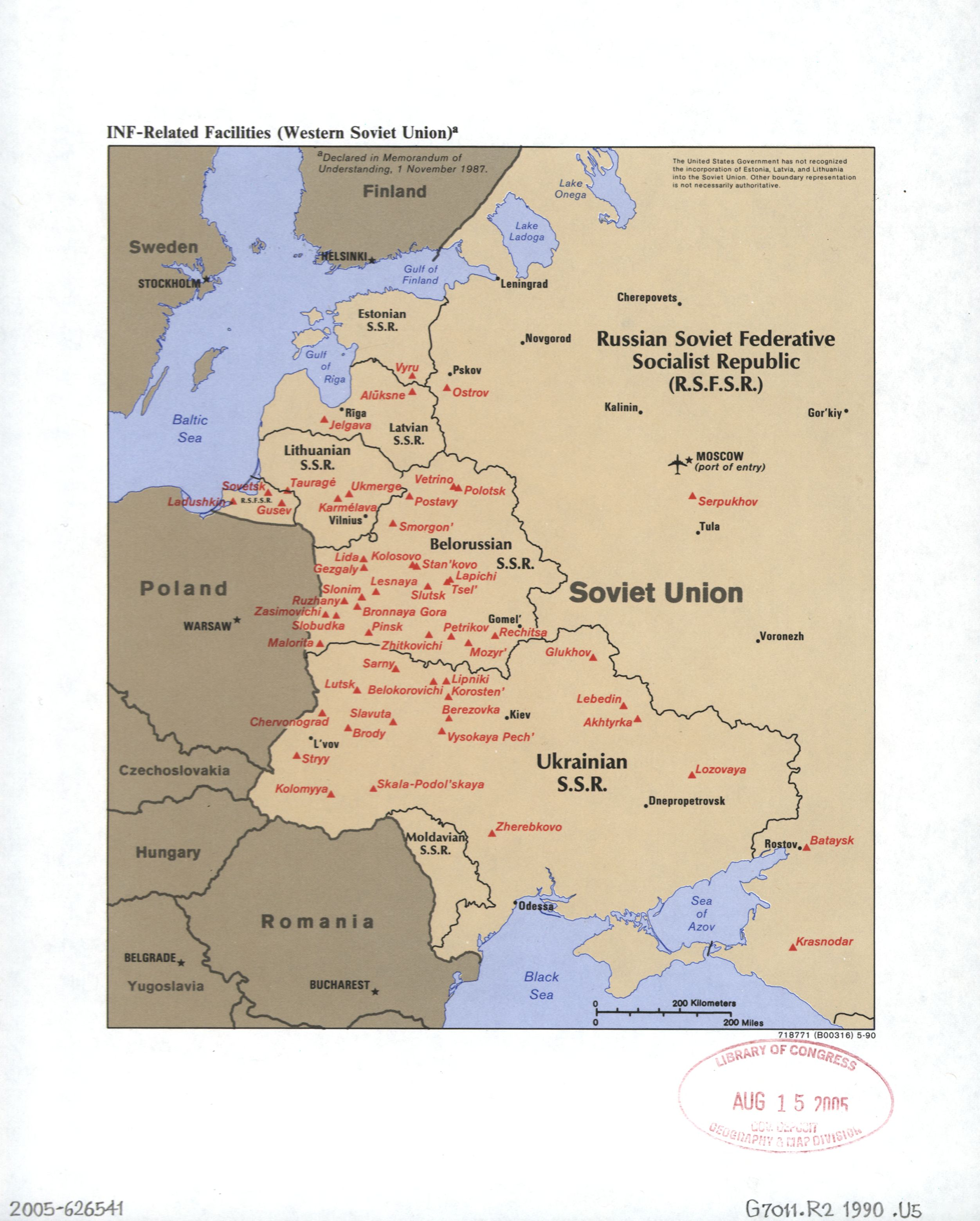
INF-Inspektionsorte in der westlichen Sowjetunion 1990

Die Vereinigten Staaten (USA) zerstörten vertragsgemäß 846 Raketen, die Sowjetunion / Russland insgesamt 1.846 Raketen; bei gleichzeitiger Kontrolle durch die jeweils andere Seite. Die letzte Rakete wurde im Mai 1991 demontiert. Die gegenseitigen Inspektionen wurden für 13 Jahre vereinbart. Nach etwa 1.000 gegenseitigen Inspektionen wurden diese am 31. Mai 2001 einvernehmlich eingestellt. Zu diesem Datum galt der Vertrag auch als vollständig umgesetzt.

## Geschichte der Vertragsverhandlungen

### Vorgeschichte in den 1970er und 1980er Jahren
In den 1970er Jahren kam es in einer Entspannungsphase des Kalten Krieges mit den SALT-Verträgen und dem ABM-Vertrag zu einer ersten Begrenzung der strategischen Nuklearrüstung.
Die Sowjetunion begann am Ende der 1970er Jahre, moderne RSD-10/SS-20-Mittelstreckenraketen zu stationieren.
Sie wiesen eine größere Reichweite, Genauigkeit, Mobilität und Zerstörungskraft auf als die Vorgängersysteme SS-4 und SS-5 und wurden von der NATO als Bedrohung Westeuropas eingestuft.
Am 12. Dezember 1979 fassten die Außen- und Verteidigungsminister der NATO-Mitgliedstaaten bei einer Konferenz in Brüssel den NATO-Doppelbeschluss.
In ihm wurde die Stationierung eigener Pershing-II-Mittelstreckenraketen und landgestützter Marschflugkörper BGM-109G Gryphon auf NATO-Gebiet beschlossen, falls die sowjetischen Mittelstreckenraketen nicht abgezogen würden.
Die NATO gründete Ende 1979 außerdem eine besondere Konsultationsgruppe für INF-Verhandlungen, die als Special Consultative Group (SCG) gemeinsame Verhandlungspositionen der NATO-Partner erarbeitete und die westliche Verhandlungspositionen koordinierte.
Nachdem die Sowjetunion anfangs nur nach einer Rücknahme des NATO-Doppelbeschlusses zu Verhandlungen bereit war, gelang es dem deutschen Bundeskanzler Helmut Schmidt und Außenminister Hans-Dietrich Genscher, die Sowjetunion davon zu überzeugen, dass die Aufnahme von Rüstungskontrollverhandlungen über nukleare Mittelstreckensysteme angesichts der NATO-Nachrüstung auch im sowjetischen Interesse lag.

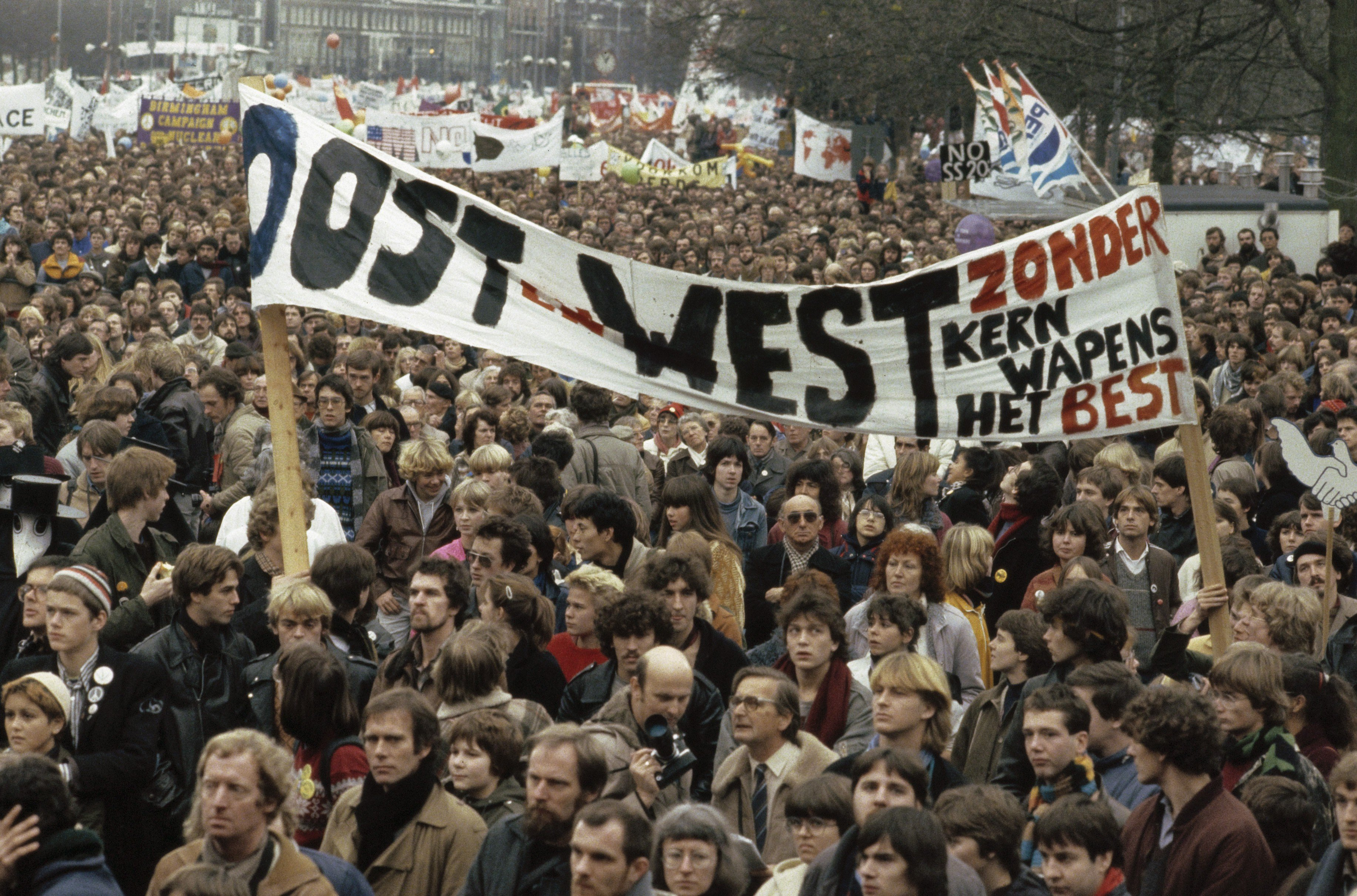
Friedensdemonstration in Amsterdam im November 1981

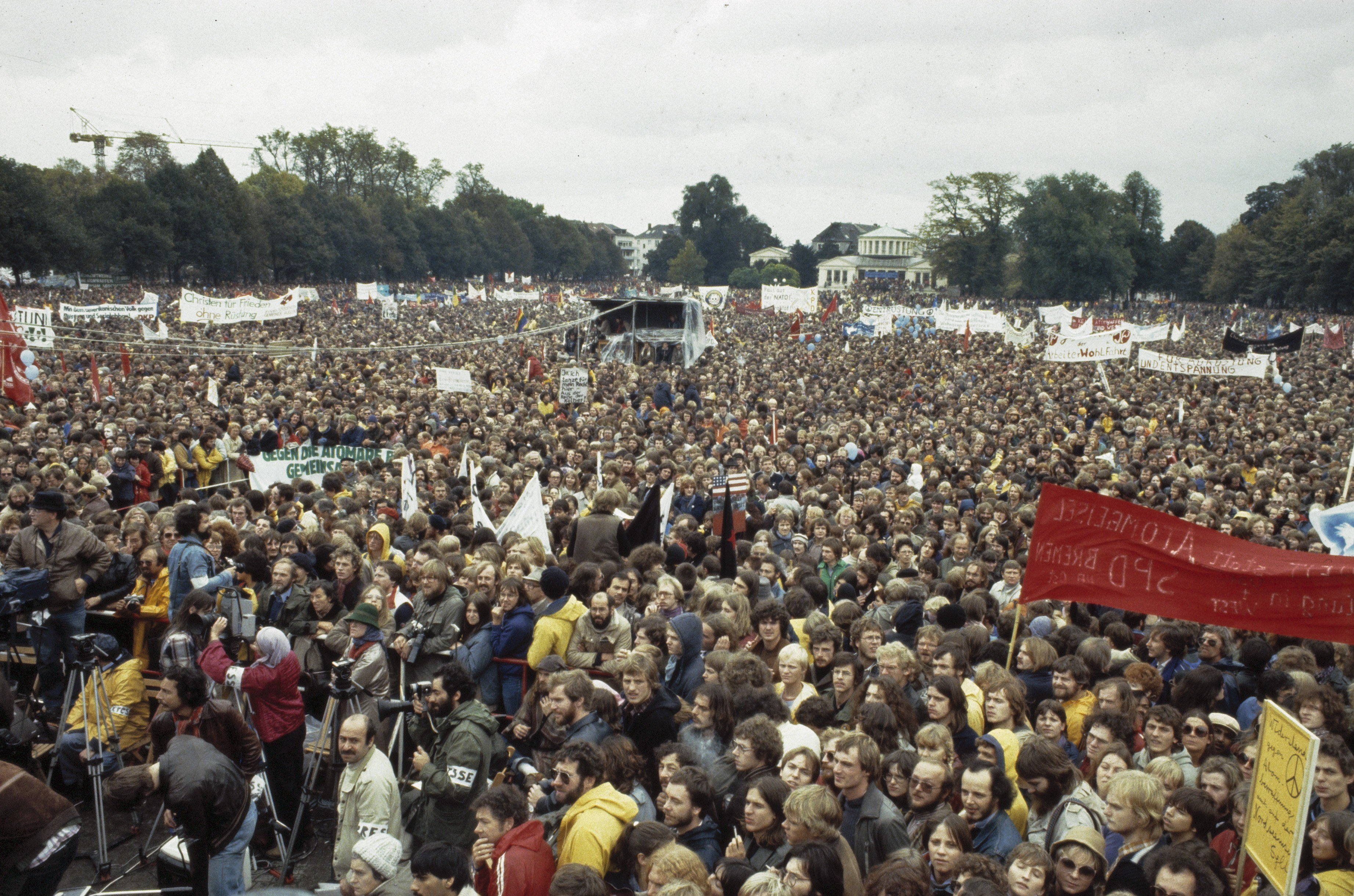
Friedensdemonstration im Bonner Hofgarten 1981

Die Sowjetunion fand sich allerdings ausschließlich zu Vorgesprächen mit den USA bereit und nahm an der Konferenz vom 17. Oktober bis 17. November 1980 in Genf teil.
Am 24. September 1981 einigten sich US-Außenminister Alexander Haig und sein sowjetischer Kollege Andrei Gromyko bei ihrem ersten Treffen zu Beginn der 36. Vollversammlung der Vereinten Nationen in New York darauf, die Verhandlungen am 30. November 1981 in Genf fortzuführen. Sie wurden von einer Ständigen Beratungskommission der USA und der Sowjetunion geführt und im Westen als Standing Consultative Commission (SCC) bezeichnet. Auf sowjetischer Seite war unter Anderen der sowjetische Botschafter Juli Alexandrowitsch Kwizinski an den Verhandlungen beteiligt.
Bei den Verhandlungen war auf US-amerikanischer Seite der von US-Präsident Ronald Reagan eingesetzte Chefunterhändler Paul Nitze betraut sowie dessen Stellvertreter Botschafter Maynard Wayne Glitman. Zur US-Delegation gehörte von 30. November 1981 bis Juni 1984 und von Februar 1985 bis Dezember 1986 auch der US-amerikanische Generalmajor William F. Burns als Joint Chiefs of Staff Representative (Repräsentant der Stabschefs) bei den INF-Verhandlungen. Die Positionen der USA waren zu Beginn der INF-Verhandlungen:
- Vorrangige bilaterale Behandlung von boden-/landgestützten nuklearen Mittelstreckenraketen der USA und der Sowjetunion im Zusammenhang mit den SALT-Verträgen;
- Gleichbehandlung der Rechte und Begrenzungen;
- Keine Berücksichtigung von Raketensystemen dritter Staaten (Großbritannien, Frankreich);
- Weltweite Begrenzungen unter Berücksichtigung der Bedrohung Westeuropas und keine Verlagerung der Bedrohung nach Asien;
- Kollaterale Begrenzungen für landgestützte nukleare Mittelstreckensysteme per kürzerer Reichweite;
- Nachprüfbarkeit der Einhaltung des Vertrages.

Am 18. November 1981 unterbreitete US-Präsident Ronald Reagan der Sowjetunion den Vorschlag einer beiderseitigen Nulllösung für boden-/landgestützte Mittelstreckenraketen, der den weltweiten Verzicht der USA auf Stationierung von Pershing-II-Raketen und landgestützten Marschflugkörpern vorsah und im Gegenzug von der Sowjetunion die Verschrottung aller SS-20-Raketen (RSD-10) und Außerdienststellung der älteren SS-4 (R-12) und SS-5 (R-14) forderte.
Zum Beginn der zweiten Runde der Abrüstungsverhandlungen in Genf gab die Sowjetunion am 25. Mai 1982 einen eigenen Vorschlag bekannt. Dieser beinhaltete einen Vertragsentwurf, der folgende beiderseitige Verpflichtungen vorsah:
- Keine neuen Systeme von nuklearen Mittelstreckensystemen in Europa zu stationieren;
- Alle am 1. Juni 1982 in Europa vorhandenen nuklearen Mittelstreckensysteme (Raketen und Mittelstreckenbomber) der NATO und der Staaten des Warschauer Pakts mit einer Reichweite von mehr als 1.000 Kilometern auf maximal 300 Systeme für beide Seiten zu reduzieren;
- 255 britische und französische Gefechtsköpfe auf Seiten der USA anzurechnen;
- Marschflugkörper mit mehr als 600 Kilometern Reichweite sowie ballistische Luft-Boden-Raketen weltweit zu verbieten.

Am 21. Dezember 1982 gab KPdSU-Generalsekretär Juri Andropow bekannt, dass die Sowjetunion bereit sei, die eigenen Mittelstreckenraketen auf die Anzahl der britischen und französischen Systeme, insgesamt 162 Raketen, zu reduzieren. Im Gegenzug sollten die USA auf die Nachrüstung gemäß dem NATO-Doppelbeschluss verzichten. Entsprechende RSD-10 (SS-20)-Mittelstreckenraketen sollten aber nicht eliminiert werden, sondern würden außer Reichweite in die östliche Sowjetunion verlagert.
Die Verhandlungen wurden jedoch ergebnislos abgebrochen. Grund hierfür war vor allem, dass die NATO die Einbeziehung der französischen und britischen Raketen strikt ablehnte. So kam es zur Stationierung der Mittelstreckenraketen ab 1983, unter anderem in Deutschland. Das Scheitern der INF-Verhandlungen belastete ab November 1983 auch die Verhandlungen der Konferenz über Sicherheit und Zusammenarbeit in Europa (KSZE). Der Beschluss traf zudem auf starken Widerstand der Friedensbewegung.

### Verhandlungen ab 1985 und Vertragsabschluss
Neue Gespräche zwischen der Sowjetunion und den USA im Zuge der Stockholmer Konferenz für Vertrauensbildung und Abrüstung in Europa wurden erst im März 1985 wieder aufgenommen, gleichzeitig begannen Verhandlungen über den START-Vertrag und über Verteidigungs- und Weltraumangelegenheiten. Es gab zwei Gipfeltreffen, eines im November 1985 in Genf und eines 1986 in Reykjavík. Anfangs wurde noch über Obergrenzen bei den Systemen verhandelt. 1986 begannen Diskussionen über eine komplette Abschaffung von Kernwaffen. Man konnte sich anfangs sogar vorstellen, dies bis zum Jahr 2000 zu verwirklichen. Am 22. Juli stimmte Michail Gorbatschow dem Vorschlag zu, auch alle Mittelstreckenraketen ab 500 km Reichweite in den Vertrag einzubeziehen. Knackpunkt der Verhandlungen war die von sowjetischer Seite eingeforderte Einbeziehung eines Stopps der amerikanischen Initiative, ein Abfangsystem gegen Raketenwaffen, genannt SDI, zu entwickeln.
Kurz vor dem absehbaren Ende – und Scheitern – der Verhandlungen vereinbarten Gorbatschow und Reagan einen weiteren, nach dem Protokoll nicht vorgesehenen Termin. Bei dieser Verlängerung machte Reagan einen mit seinem Verhandlungsteam vorher nicht abgestimmten Vorschlag, der auch Gorbatschow und seine Delegation erstaunen ließ: „So machte ich dann am späten Nachmittag dem Generalsekretär einen völlig neuen Vorschlag: Ein zehnjähriges Aussetzen der Entwicklung von SDI und im Gegenzug die komplette Vernichtung aller Raketen aus den jeweiligen Arsenalen unserer beiden Nationen!“
Am 8. Dezember 1987 unterzeichneten US-Präsident Ronald Reagan und der Generalsekretär der KPdSU Michail Gorbatschow in Washington den INF-Vertrag, der offiziell als The Treaty Between the United States of America and the Union of Soviet Socialist Republics on the Elimination of Their Intermediate-Range and Shorter-Range Missiles bezeichnet wird. Der amerikanische Senat ratifizierte den Vertrag am 27. Mai 1988. Am 1. Juni 1988, nach Unterzeichnung der Ratifizierungsurkunde anlässlich des Gipfeltreffens in Moskau, trat der Vertrag in Kraft.

### Vertragswirkungen in beiden deutschen Staaten
Eine besondere Rolle war beim Zustandekommen des Vertrages den beiden deutschen Staaten zugefallen. Die Bundesrepublik Deutschland und die Deutsche Demokratische Republik waren potentielle Zielgebiete für einen Erstschlag und daher durch die Raketen besonders bedroht. Sie drängten deshalb ihre jeweiligen Bündnispartner zum Verzicht auf die Waffen.
Kurz vor dem Vertragsabschluss kam es zu Problemen wegen der 72 Pershing-1A-Raketen, die im Bestand der Bundeswehr auf dem Territorium der Bundesrepublik stationiert waren. Die UdSSR verlangte, sie in den Vertrag aufzunehmen. Teile der Unionsparteien sprachen sich gegen die Einbeziehung dieser Kurzstreckenraketen in den Vertrag aus, die FDP, die Grünen und die SPD waren für ihre Abrüstung. Am 26. August 1987 beendete Bundeskanzler Helmut Kohl den Streit unter Berufung auf seine Richtlinienkompetenz und stimmte der Außerdienststellung der Pershing 1A-Raketen zu. Die Zustimmung erfolgte unilateral durch die Bundesrepublik Deutschland und wurde nicht in den INF-Vertrag aufgenommen.

### Weitere INF-Entwicklung ab 1991
Nach dem Zerfall der Sowjetunion (UdSSR) wurden eine Reihe früherer Sowjetrepubliken selbstständige Nationalstaaten. Mit Russland, Kasachstan, Turkmenistan, Ukraine, Usbekistan und Belarus gehörten jetzt sechs Staaten mit zur Abrüstung vorgesehenen Mittelstreckensystemen zum Geltungsbereich des Vertragswerks.
Als Rechtsnachfolger für die Sowjetunion (UdSSR) nach deren Auflösung Ende 1991 übernahm die Russische Föderation (RF, Russland) die Verpflichtungen und wurde damit handelnder (neuer) Vertragspartner. Die Ukraine, Belarus und Kasachstan verzichteten auf das von ihr geerbte Arsenal an Atomwaffen und übergaben ihre Mittelstreckenraketen an Russland.
Mit der Gründung der Gemeinschaft Unabhängiger Staaten (GUS) erfolgte ab Oktober 1992 die Übernahme der Verpflichtungen aus dem bilateralen INF-Vertrag. Die gemeinsame Special Verification Commission (SVC) übernahm auch in den neuen Staaten mit Ausnahme von Turkmenistan und Usbekistan die bis dahin nur über eine Einrichtung im Rahmen des INF-Vertrages verfügten, die Abrüstungskontrolle bis Ende 2001.

### Nuklearinitiativen der Präsidenten (1991/92)
1991 hatte der START-Vertrag eine weitere Abrüstung zur Folge. In öffentlichen Reden im Jahr 1991 und 1992 erklärten die Präsidenten der Vereinigten Staaten und der Sowjetunion bzw. Russlands nach Zerfall der Sowjetunion als politische Verpflichtung, getrennte, aber miteinander verbundene Schritte zur Verringerung der Anzahl und des Einsatzes ihrer taktischen Nuklearwaffen zu unternehmen. Diese unilateralen Zusagen werden als Nuklearinitiativen der Präsidenten (PNI, en. – Presidential Nuclear Initiatives) bezeichnet.
In einer am 27. September 1991 im Fernsehen übertragenen Rede an die Nation gab US-Präsident George Bush die erste unilaterale PNI heraus, in der die Vereinigten Staaten Veränderungen sowohl bei ihren strategischen als auch bei ihren taktischen Nuklearstreitkräften zusagten. Dazu gehörten auch Zusagen der USA in Bezug auf taktische Nuklearwaffen, zum Beispiel die Beseitigung aller landgestützten nuklearen Kurzstreckenraketen (Short-Range Immediate Nuclear Forces), den Abzug aller taktischen Nuklearwaffen (Cruise-Missiles) auf US-Kriegsschiffen und die Verringerung der Atombomben in Depots in Europa auf einige hundert bekannt.
In einer am 5. Oktober 1991 im Fernsehen übertragenen Rede reagierte UdSSR-Präsident Gorbatschow mit „wechselseitigen Schritten“. Nach der Auflösung der Sowjetunion bestätigte Russlands Präsident Boris Jelzin, dass Russland der rechtmäßige Nachfolgestaat der UdSSR sei und dass Russland die Verantwortung für die Erfüllung der PNI-Zusagen übernehme. In einer am 29. Januar 1992 im Fernsehen übertragenen Rede reagierte Präsident Jelzin auf die zweite PNI-Verlautbarung von Präsident George H.W. Bush mit der weiteren Zusage in Bezug auf taktische nukleare Gefechtsköpfe.

## Abgerüstete Mittelstreckensysteme

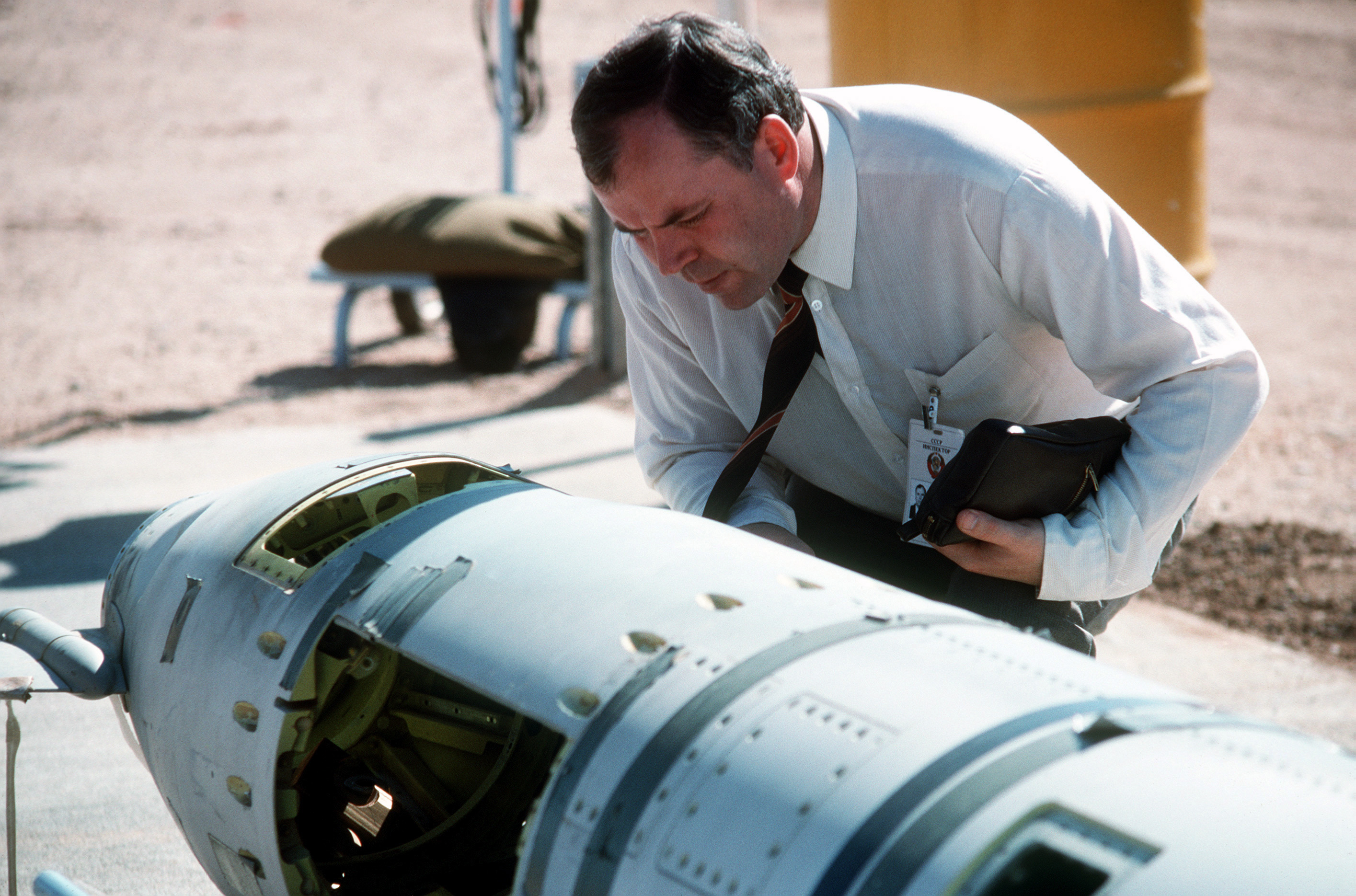
1988 Der sowjetische Inspekteur Viktor Boschenkow untersucht einen US-amerikanischen Marschflugkörper vom Typ BGM-109G Gryphon
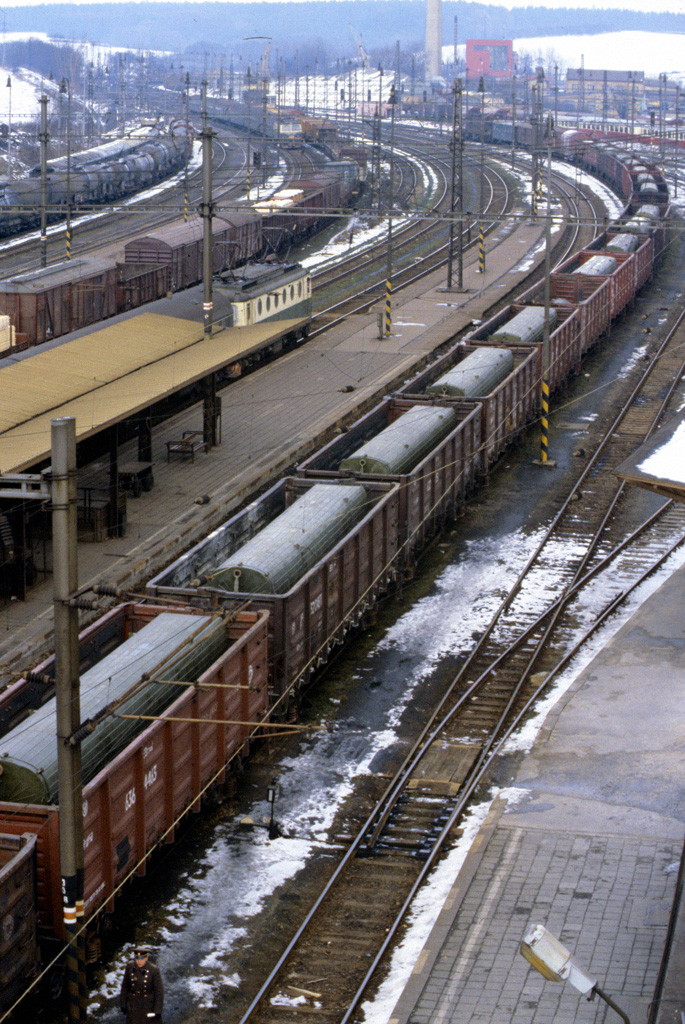
1988 Bahntransport von Mittelstreckenraketen OTR-22 Temp-S (SS-12 Scaleboard), in der ČR bei Hranice na Moravě

| Land               | Bezeichnung                    | GRAU-Index | NATO-Codename                                            | System                          | Reichweite  |
| ------------------ | ------------------------------ | ---------- | -------------------------------------------------------- | ------------------------------- | ----------- |
| Sowjetunion        | OTR-23 Oka                     | 9K714      | SS-23 Spider                                             | Kurz- und Mittelstreckenrakete  | 500 km      |
| Sowjetunion        | OTR-22 Temp-S (TR-1)           | 9K76       | SS-12 Scaleboard-A                                       | Mittelstreckenrakete            | 700–850 km  |
| Sowjetunion        | OTR-22M Temp-SM (TR-1M)        | 9K76B      | SS-12M Scaleboard-B (ursprünglich auch SS-22 bezeichnet) | Mittelstreckenrakete            | 950 km      |
| Sowjetunion        | R-12 „Dwina“                   | 8K63       | SS-4 Sandal                                              | Mittelstreckenrakete            | 2080 km     |
| Sowjetunion        | RK-55 „Relief“                 | 3K12       | SSC-X-4 Slingshot                                        | Landgestützter Marschflugkörper | 3000 km     |
| Sowjetunion        | R-14 „Tchusowaja“              | 8K65       | SS-5 Skean                                               | Mittelstreckenrakete            | 3700 km     |
| Sowjetunion        | RSD-10 „Pioner“                | 15K645K    | SS-20 Saber mod 1                                        | Mittelstreckenrakete            | 600–5500 km |
| Sowjetunion        | RSD-10 „Pioner-UTTH“           | 15K653     | SS-20 Saber mod 2                                        | Mittelstreckenrakete mit MIRV   | 600–5500 km |
| Vereinigte Staaten | MGM-31A Pershing (Pershing Ia) |            |                                                          | Kurz- und Mittelstreckenrakete  | 740 km      |
| Vereinigte Staaten | MGM-31B Pershing (Pershing II) |            |                                                          | Mittelstreckenrakete            | 1770 km     |
| Vereinigte Staaten | BGM-109G Gryphon               |            |                                                          | Landgestützter Marschflugkörper | 2500 km     |

## Auseinandersetzungen und Ende

### Auseinandersetzung über Einhaltung und Regeltreue bei Verträgen
Die verschiedenartigen Vertragsbestandteile, Vereinbarungen und Verpflichtungen und deren gestaffelte Laufzeit erforderten den zeitbezogenen Blick auf den Stand der Realisierung. Zu dessen Analyse erstellten die beiden Nuklearmächte (außen-)politische Berichte zur Regeltreue des Verhandlungspartners für die politischen Entscheidungsträger und für den Kongress sowie für die breite Öffentlichkeit.
Seit Anfang der 2000er Jahre beschuldigen sich die Nuklearmächte gegenseitig fehlender Regeltreue und des Vertragsbruchs bei diesen und anderen Rüstungskontroll-Vereinbarungen.
Die veröffentlichten Einschätzungen über den anderen Vertragsstaat lösten in der Folge Gegenargumente der anderen Seite aus, die wiederum im Format diplomatischer Papiere die Öffentlichkeit erreichen. Russland warf den Vereinigten Staaten (USA) vor, bereits seit 1999 gegen den Vertrag zu verstoßen.
Im Jahr 2004 äußerte der russische Verteidigungsminister Sergei Iwanow den Wunsch Russlands, aus dem Vertrag auszusteigen. In den Jahren 2005 und 2006 sondierte der Verteidigungsminister die Reaktion der USA, sollte Russland austreten.
Am 10. Februar 2007 erklärte der Präsident Russlands, Wladimir Putin, auf der Münchner Sicherheitskonferenz (MSC), der INF-Vertrag befriedige nicht mehr die Interessen Russlands, da mehrere Staaten wie Nordkorea, Südkorea, Indien, der Iran, Pakistan und Israel über diese Raketen verfügen. „Es ist offensichtlich, dass wir unter diesen Bedingungen darüber nachdenken müssen, unsere eigene Sicherheit zu gewährleisten“, so Putin.
Grund für die Ausführungen Putins waren auch die US-Pläne eines europäischen Raketenabwehrprogramms mit SM-3-Block-IIA-Raketen und X-Band Radare in Tschechien (nicht realisiert) und Polen. Die US-amerikanischen Pläne gefährdeten die strategische Stabilität, was, wie der Chef des Generalstabs der russischen Streitkräfte wenige Tage später ausführte, geeignete Gegenmaßnahmen erforderlich mache.

### USA und NATO zu Vertragsverletzungen Russlands
Die USA hatten 2013 versucht, Russland von seinem Programm abzubringen. Wie leider üblich, so Dan Coats, hätten die Russen ihre Versuche geleugnet. „Nur schon die Existenz des Marschflugkörpers hätten sie erst zugegeben, als die Amerikaner zum Beweis die russische Bezeichnung des Geräts, 9M729, auf den Tisch gelegt hätten.“
Im Juli 2014 machte das US-Verteidigungsministerium publik, Russland habe landgestützte Marschflugkörper mit einer Reichweite von 500& km bis 5500 km getestet und damit gegen das Verbot verstoßen, Startsysteme dafür zu besitzen oder zu produzieren. Um welchen Typ eines bodengestützten Marschflugkörpers es sich gehandelt habe, wurde offiziell nicht bekanntgegeben. Medienberichten zufolge handelt es sich um 9K720 Iskander-K (NATO-Codename: SS-C-8 Screwdriver). Dieser Typ wurde erstmals 2007 getestet, seine maximale Reichweite ist nicht bekannt, und in den folgenden Jahren wurde von den USA auch keine Vertragsverletzung geltend gemacht.
Bei Gesprächen einer US-Delegation mit der Leiterin der Abteilung für Rüstungskontrolle des US-Außenministeriums Rose Gottemoeller in Moskau Anfang September 2014 wies Russland die Vorwürfe der USA zurück.
Dagegen hätten die USA in drei Punkten gegen den INF-Vertrag verstoßen. Für Raketenabwehrtests würden die USA Raketen benutzen, die Mittelstreckenraketen ähnelten. Auch die Verwendung von Angriffsdrohnen sei ein Verstoß gegen den INF-Vertrag, weil sie „zu 100 Prozent mit bodengestützten Marschflugkörpern“ übereinstimmten. Darüber hinaus ist Moskau beunruhigt über die Entwicklung des Waffensystems Aegis Ashore mit dem Mk 41 Vertical Launching System, das 2015 in Rumänien (Militärflugplatz Deveselu) und 2018 in Polen (Flughafen Słupsk-Redzikowo) auf dem Festland stationiert wurde. Von diesen Anlagen könnten Tomahawk-Marschflugkörper gestartet werden.
US-amerikanische Stellen gaben sich im Februar 2017 überzeugt, dass Russland den Vertrag gebrochen habe, indem es Mittelstreckenraketen nicht nur testete und produzierte, sondern bereits zwei aktive Bataillone seiner Streitkräfte damit ausgerüstet habe. Die Waffe, von den USA als SS-C-8 Screwdriver bezeichnet, soll von Startvorrichtungen auf Lastwagen eingesetzt werden können, die sehr den Fahrzeugen ähneln, die von russischen Truppen für die 9K720 Iskander-M (NATO-Codename: SS-26 Stone) benutzt werden. Eine der Einheiten mit dem neuen Raketentyp stehe nach US-Angaben noch beim Raketenerprobungszentrum Kapustin Jar, während die andere bereits abgerückt sei. Laut einem Kommentar von Andreas Rüesch in der NZZ gibt es zudem Anzeichen dafür, dass Russland neben der SS-C-8 „unter Umgehung des Vertrags auch eine Mittelstreckenrakete entwickelt“ hat und diese nach Vertragsende in Serie produzieren könnte, Russland also in klarem Vorsprung vor den USA in den erwarteten Rüstungswettlauf startet.
Im Dezember 2018 meldeten die NATO-Staaten, dass Russland den boden-/landgestützten 9M729-Marschflugkörper für die 9K720 Iskander-K fertig entwickelt und aufgestellt habe. Zuvor hatte NATO-Generalsekretär Jens Stoltenberg gesagt, dass Russland neue atomare Mittelstreckenraketen in Europa besitzt, wohingegen die Vereinigten Staaten darauf verzichten. Die US-Regierung setzte der russischen Regierung Anfang Dezember ein Ultimatum von 60 Tagen, um zuzusagen, ihre Raketen vom Typ SS-C-8 zu zerstören. Stoltenberg betonte Anfang Januar 2019 erneut, dass Russland aktuell den INF-Vertrag breche: Es gebe keine neuen US-Marschflugkörper in Europa, sehr wohl aber neue russische Marschflugkörper. Raketen des Typs SS-C-8 seien mobil einsetzbar, ließen sich mit atomaren Sprengköpfen bestücken und seien in der Lage, europäische Städte zu erreichen, so liegt laut einem Bericht der FAZ vom Februar 2019 selbst ohne Verlegungen ganz Deutschland in Reichweite einer Einheit in Schuja. Insgesamt handle es sich um drei Stationierungsorte mit einer daraus gefolgerten Anzahl von 64 Flugkörpern.

### Russland zu Vertragsverletzungen der USA und NATO
Das Außenministerium der Russischen Föderation erklärte wiederholt im Jahr 2017, dass die duale Verwendungsmöglichkeit der Abschussvorrichtungen MK-41 auch für Mittelstreckensysteme als Vertragsverletzung angesehen wird. Dieses bodengestützte Aegis-System verwendet Technologie, die fast identisch ist mit der, die auf Schiffen der US-Marine installiert ist. Nach Meinung von Experten könnten die Startvorrichtungen des Typs Mk-41 mit relativ geringem Aufwand für Offensivwaffen wie etwa Tomahawk-Marschflugkörper umgebaut werden.
Der Präsident Russlands Wladimir Putin äußerte den Vorwurf, dass von dem bodengestützten Aegis-Verteidigungssystem (AAMDS) mit MK41-Startanlage, das seit 2016 im Rahmen des US-Raketenschildes auf dem rumänischen Militärflugplatz Deveselu stationiert ist, auch „jederzeit“ Marschflugkörper mit nuklearem Gefechtskopf abgefeuert werden könnten.
Die USA hatten jedoch darauf hingewiesen, dass etwas Derartiges nie getestet worden sei oder dafür eine Entwicklung stattgefunden hätte. Russland sieht jedoch nach dem Test auf der Insel San Nicolas vor der Küste Kaliforniens am 19. August 2019 seine Bedenken gegen die Aegis-Ashore-Anlagen in Polen und Rumänien hinreichend bestätigt. Der Kommentar von Putin lautete hierzu schlicht: „Solche Tests bestätigen nur, dass die Amerikaner von Anfang an den INF-Vertrag entgleisen lassen wollten.“
Aus russischer Sicht ist auch die Entwicklung raketenbestückter US-Drohnen ein Bruch des INF-Vertrages. Bei Vertragsunterzeichnung waren Drohnen noch nicht entwickelt.
Der russische Politologe Wladimir Frolow schrieb schon im Herbst 2018, Russland schaffe unter vordergründigem Festhalten am Vertrag die Bedingungen für dessen schon lange erwünschten natürlichen Tod. Volker Perthes von der Stiftung Wissenschaft und Politik erklärte, Russland sei auch wegen seiner Stellung gegenüber Indien und China, welche beide Mittelstreckenraketen besäßen, am Ende des Vertrags interessiert.

### Diskurs zum Ausstieg der USA aus dem INF-Vertrag
Am 20. Oktober 2018 kündigte US-Präsident Donald Trump an, den INF-Vertrag zu kündigen. Russland verstoße mit der Produktion des neuen landgestützten Marschflugkörpers 9M729 (NATO-Codename: SS-C-8 Screwdriver) für das nuklear bestückbare Trägersystem Iskander-K seit längerer Zeit gegen den Vertrag. Es handelt sich dabei um eine landgestützte Ausführung des 3M14-Marschflugkörpers, was schon 2017 als Bruch des INF-Vertrags gewertet wurde. NATO-Generalsekretär Jens Stoltenberg hatte bereits Anfang Oktober 2018 Skepsis dahingehend geäußert, dass die Implementierung des 9M729-Systems INF-konform sei. Die NZZ verglich die Situation mit dem Ursprung des INF-Vertrags, was Russland vertraut sein dürfte: Aufrüstung, um Russland zur Abrüstung zu zwingen.
Russische Politiker äußerten zu den Vorwürfen der Vertragsverletzung im Jahr 2018, dass es keine Beweise gebe, die einen konkreten russischen Vertragsbruch belegten.
Am 2. Dezember 2018 wollten die USA das förmliche Austrittsverfahren einleiten. Nach einer Besprechung mit Angela Merkel wurde das Verfahren um zwei Monate hinausgeschoben und Russland ultimativ aufgefordert, die fraglichen 9M729-Einheiten zu zerstören oder zu modifizieren, um die Vertragsverletzung ungeschehen zu machen.
Am 1. Februar 2019 erklärten die USA offiziell den Ausstieg aus dem INF-Abrüstungsvertrag.
Auch angesichts des außer Kraft gesetzten INF-Vertragswerks erklärte Russland Anfang Juni 2020 im Dokument Grundlagen der staatlichen Politik der Russischen Föderation auf dem Gebiet der nuklearen Abschreckung sein Festhalten am Prinzip der Einhaltung der internationalen Verpflichtungen auf dem Gebiet der Rüstungskontrolle. Seine staatliche nukleare Abschreckungspolitik sei gekennzeichnet durch einen defensiven Charakter.

### Positionierung der Volksrepublik China
Die Volksrepublik China wies die US-Vorwürfe zurück, dass eine chinesische Aufrüstung mit atomaren Mittelstreckensystemen etwas mit der Entscheidung von US-Präsident Trump zu tun habe. China ist im Gegensatz zu den Nachfolgestaaten der Sowjetunion und zu den USA kein Vertragspartner des INF-Vertrags. Laut einer Aussage des Kommandanten der Pazifikflotte Harry Harris von 2017 würden 95 Prozent der vorhandenen chinesischen Raketen und Marschflugkörper unter den INF-Vertrag fallen, wäre China Vertragsstaat.
Die Volksrepublik China setzt in gleicher Weise auf eine Doppelstrategie von politischem Dialog und militärischer Abschreckung. Der Anspruch ist aber weniger geopolitisch orientiert – so wie bei den USA – sondern fokussiert sich regional auf den Fernen Osten. Darauf ist das Militär- und Rüstungsprogramm des Weißbuches 2019 primär gerichtet.
Mit Russland gibt es keine grundsätzlichen Streitfragen, aber auch keine besonders herzlichen Beziehungen. China produziert neben konventioneller Militärtechnik auch strategische Kampfflugzeuge, Drohnen, Interkontinental-Raketen, Hyperschallwaffen, U-Boote und Flugzeugträger. Der erste chinesische Flugzeugträger wurde im Jahr 2019 in Dienst gestellt; vier weitere werden folgen. Die Beherrschung der militärischen Weltraumtechnologie und der Cybersicherheit gehören ebenfalls zur Landesverteidigung. Dabei will sich China aber keineswegs auf einen Rüstungswettlauf mit den Vereinigten Staaten einlassen, sondern setzt auf Minimalabschreckung.

### Reaktionen in den NATO-Staaten
Für Europa war der INF-Vertrag eine Sicherheit gewesen, nicht zum Schauplatz eines nuklearen Schlagabtauschs zu werden.
Der polnische Staatspräsident Andrzej Duda äußerte bei seinem Treffen mit dem deutschen Bundespräsidenten Frank-Walter Steinmeier am 23. Oktober 2018 in Berlin sein Verständnis für die von US-Präsident Donald Trump angedrohte Aufkündigung des INF-Vertrages aufgrund der russischen Position.
Am 27. November 2018 berichtet in einer gemeinsamen Stellungnahme des Außen- und Verteidigungsministeriums der Niederlande, dass sie über nachrichtendienstliche Beweise dafür verfügen, dass Russland bodengestützte Marschflugkörper vom Typ 9M729 (SSC-8) entwickelt und eingeführt hat.
Die deutsche Bundesregierung unter Bundeskanzlerin Angela Merkel hatte hingegen in einer ersten Reaktion im Oktober 2018 den angekündigten Rückzug der USA bedauert. Anfang Februar 2019 warf Merkel Russland die Verletzung des Vertrags vor, während Heiko Maas von einem faktischen Außerkraftsetzen des Vertrags durch Verstöße Russlands sprach.
Die Stiftung Wissenschaft und Politik (SWP) sah im Mai 2020 „die regelbasierte internationale Ordnung […] in der Krise und mit ihr die nukleare Ordnung, die im Vertrag über die Nichtverbreitung von Kernwaffen (NVV), im umfassenden Testverbotsvertrag (CTBT) und in den bilateralen Rüstungskontrollverträgen zwischen den USA und Russland zur Begrenzung strategischer Waffensysteme verankert ist.“
Der britische Verteidigungsminister Gavin Williamson sagte, dass Russland seit Jahren den Vertrag verletze und die USA lange genug auf diplomatischem Weg Moskau zur Vertragstreue hätten bringen wollen, während Europa nie etwas dazu hätte verlauten lassen.
Der Nationale Sicherheitsberater der USA, John Bolton, ließ am 24. Oktober 2018 verlauten, Washington werde seine Verbündeten vor der Einreichung der Kündigung, welche innerhalb von sechs Monaten erfolgen könne, konsultieren.

### Ende des Vertrags
Der Kern des Vertrages war zwar zeitlich unbegrenzt, allerdings hatten beide Seiten das Recht, sich vom Vertrag zurückzuziehen. Russland warf den Vereinigten Staaten (USA) vor, bereits seit 1999 gegen den Vertrag zu verstoßen. Außerdem verließen die USA – nach Ankündigung 2001 – am 13. Juni 2002 einseitig den ABM-Vertrag zur Begrenzung von Raketenabwehr-Systemen und bauten einseitig ihr Raketenabwehr-System in Osteuropa auf. Das Außenministerium der Russischen Föderation betrachtet die duale Verwendungsmöglichkeit der Abschussvorrichtungen MK-41 auch für Mittelstreckensysteme als Vertragsverletzung.
2007 erklärte Russland, der Vertrag entspreche nicht mehr seinen Interessen.
Der Vertrag wurde am 1. Februar 2019 unter der Regierung Trump durch die USA mit der vorgesehenen 6-monatigen Frist aufgekündigt. In den Jahresberichten des US-Außenministeriums über die Einhaltung der Abkommen zur Rüstungskontrolle, Nichtverbreitung und Abrüstung hatten sie Russland, dem Rechtsnachfolger der Sowjetunion, eine Verletzung des Abkommens durch neue landgestützte Marschflugkörper vorgeworfen, die diese Reichweite überschreiten. Die Russische Föderation erklärte am 2. Februar 2019, den Vertrag ebenfalls per August 2019 zu verlassen.
Am 2. August 2019 erklärten die USA und Russland den INF-Abrüstungsvertrag offiziell als beendet.

### Geplante Mittelstreckenraketen in Europa
Im Juni 2024 hat sich der russische Präsident Putin dafür ausgesprochen, die Produktion von Kurz- und Mittelstreckenraketen wieder aufzunehmen. Ende Dezember 2024 erklärte der russische Außenminister Sergej Lawrow, Russlands Moratorium für die Stationierung von Kurz- und Mittelstreckenraketen für „praktisch nicht mehr umsetzbar“, das die USA haben Warnungen Russlands und Chinas „arrogant ignoriert“ hätten und in der Praxis dazu übergegangen seien, Waffen dieser Klasse in verschiedenen Regionen der Welt zu stationieren.
Beim NATO-Gipfel 2024 in Washington, der im Juli 2024 stattfand, wurde verkündet, dass die Streitkräfte der Vereinigten Staaten beabsichtigen, ab 2026 Mittelstreckenraketen in Deutschland zu stationieren. Dabei handelt es sich um Marschflugkörper vom Typ BGM-109 Tomahawk, Mittelstreckenraketen vom Typ Standard Missile SM-6 sowie Dark-Eagle-Hyperschallraketen. Dies geschehe als Reaktion auf die Stationierung russischer 9M729-Marschflugkörper in Belarus und in Kaliningrad. Im Gegensatz zu den als nuklear aufrüstbar geltenden russischen Marschflugkörpern und den im Kalten Krieg in Europa stationierten nuklearen Mittelstreckenraketen sollen die neuen US-Raketen nicht mit Nukleargefechtsköpfen bestückt werden.
Polen, Deutschland, Frankreich und Italien haben am Rande des NATO-Gipfels 2024 in Washington eine Absichtserklärung zur Entwicklung bodengestützter Marschflugkörper mit einer Reichweite von mehr als 500 Kilometern unterzeichnet. Frankreich hat dabei die Entwicklung einer fahrzeuggebundenen Ausführung des MdCN-Marinemarschflugkörpers vorgeschlagen. Frankreich erwägt die Entwicklung einer landgestützten ballistischen Mittelstreckenrakete mit einer Reichweite von mehr als 1000 Kilometer.
Im August 2025 beendete Russland ein Moratorium bzw. eine Abrüstungsvereinbarung für landgestützte atomare Kurz- und Mittelstreckenraketen, das es nach eigenen Angaben nach dem Ausstieg bzw. Ende des Vertrags im Jahr 2019 weiterhin eingehalten hatte.